# Acrocercops tetradeta
Acrocercops tetradeta är en fjärilsart som beskrevs av Edward Meyrick 1926. Acrocercops tetradeta ingår i släktet Acrocercops och familjen styltmalar.
Artens utbredningsområde är Singapore. Inga underarter finns listade i Catalogue of Life.